# Oasis (Utah)
Pour les articles homonymes, voir Oasis (homonymie).
Oasis  est une census-designated place située dans le comté de Millard, dans l’État de l’Utah, aux États-Unis. Sa population s’élevait à 75 habitants lors du recensement de 2010. 